# Leopold Kutzleb
Leopold August Kutzleb (* 21. Juni 1881 in Louisville, Vereinigte Staaten; † 1. Mai 1941 in Posen, Deutsches Reich) war ein deutscher Stummfilmkameramann der 1920er Jahre und Autor bzw. Übersetzer von filmspezifischen Artikeln in Fachpublikationen.

## Leben und Wirken

### Kinotechnik, Kameraforschung und publizistische Tätigkeit
Der in den USA geborene Kutzleb schlug in Deutschland zunächst eine Laufbahn als Berufsoffizier ein und kehrte erst mit Ende des Ersten Weltkriegs in das Zivilleben zurück. Sofort begann er sich kinotechnischen Fragen zu widmen. Das theoretische Handwerk erlernte er an der Technischen Hochschule in Berlin und war am 30. April 1920 an der Gründung der Deutschen Kinotechnischen Gesellschaft (DKG) beteiligt. Für deren Fachblatt „Die Kinotechnik“ wirkte Kutzleb vom 1. Januar 1926 bis zum September 1936 als deren Schriftleiter. Zu dieser Zeit publizierte er auch Fachartikel („Der Farbenfilm“) bzw. übersetzte ebensolche aus anderen Sprachen („Handbuch der Sensitometrie“) (vor allem aus dem Englischen). Gepriesen wurden besonders Kutzlebs Abhandlungen bzw. Laborversuche zu dem so genannten Dunning-Bildkombinationsverfahren, auch „Dunning-Trick“ genannt, der beispielsweise 1929/30 bei dem Greta-Garbo-Film Anna Christie seine Anwendung fand sowie weitere Laborberichte ausländischer Fotounternehmen wie Kodak (Vereinigte Staaten).

### Als Kameramann
Parallel zu seinen filmforschenden Aktivitäten begab sich Leopold Kutzleb von Anbeginn auch immer mal wieder hinter die Kamera und war dadurch in den gesamten 1920er Jahren bis zur Übergangszeit vom Stumm- zum Tonfilm auch an der praktischen Entstehung von Filmen beteiligt. Anfänglich für die kleine Berliner Firma Cela-Film aktiv, wurden Kutzlebs Aufgaben ab 1923 gehaltvoller, als er der kurzlebigen Produktionsfirma Suprema-Film vorstand, die die beiden Produktionen Gobseck (1923) und Der Mönch von Santarem (1924) herstellte. Die Jahre 1925 und 1928 wurden die arbeitsintensivsten, in denen Leopold Kutzleb als Kameramann an so ambitionierten Streifen wie die Romanverfilmung Die Wiskottens sowie die beiden Frauen- und Historienepen Maria Stuart und Mata Hari (beide von Friedrich Fehér) beteiligt gewesen war. Im selben Jahr 1927 stand er auch bei dem ersten bedeutsamen Fußballerfilm Die elf Teufel hinter der Kamera. Seine Leistung bei dem Naturmelodram Das Meer fand in der Fachpresse lobende Erwähnung („Der Regisseur Peter Paul Felner und der Photograph Kutzleb sind Künstler, jeder seines Faches“). Kurz zuvor, im Frühsommer 1926, war Kutzleb bei Dreharbeiten in einer Stierkampfarena in Madrid von einem Stier schwer verletzt worden. Mit Fehérs Drama Hotelgeheimnisse beendete Kutzleb 1928 seine praktische Tätigkeit weitgehend.

### Die späten Jahre
Mit dem Aufkommen des Tonfilms kehrte Leopold Kutzleb zu seiner Fachautorentätigkeit im Dienst der DKG zurück und widmete sich erneut Fachartikeln zur Kamera- und Farbfilmentwicklung. Bei Ausbruch des Zweiten Weltkriegs ließ er sich reaktivieren und wirkte zuletzt im Rang eines Oberst der Luftwaffe. Schwer erkrankt, starb Leopold August Kutzleb kurz vor Vollendung seines 60. Geburtstags in Posen im damals deutsch-besetzten Polen. Seine Beisetzung fand am 9. Mai auf dem Berliner Waldfriedhof in Stahnsdorf statt.

## Filmografie
- 1920: Der Silhouettenschneider
- 1922: Grenzwacht im Schnee
- 1922: Mignon
- 1923: Gobseck (auch Produktion)
- 1924: Der Mönch von Santarem (auch Produktion)
- 1925: Reveille, das große Wecken
- 1925: Die Aßmanns
- 1925: Die vom anderen Ufer
- 1926: Der Rebell von Valencia
- 1925: Das Fräulein vom Spittelmarkt
- 1926: In Treue stark
- 1926: Der Kavalier vom Wedding
- 1926: Kampf der Geschlechter
- 1926: Die Wiskottens
- 1927: Das Meer
- 1927: Maria Stuart
- 1927: Mata Hari
- 1927: Die elf Teufel
- 1928: Hotelgeheimnisse
- 1929: Hände (Experimentalkurzfilm)